# Souvenir de Posen
Souvenir de Posen op. 3 (Pamiątka z Poznania) – mazurek autorstwa Henryka Wieniawskiego.
Utwór został napisany w Poznaniu w 1854 i zadedykowany został hrabinie Joannie Niemojowskiej
z Wrześni. Mazurek został skomponowany, kiedy młody wtedy artysta koncertował w Poznaniu wspólnie ze swoim bratem – Józefem i wywołał bardzo pozytywne przyjęcie w mieście (Gazeta Wielkiego Księstwa Poznańskiego donosiła, że dwie damy dostały spazmów i nie mogły dosłuchać rzewności przenikającego mazurka). Nosi cechy indywidualnego stylu kompozytorskiego, mimo że posiada prostą budowę i niewielką liczbę trudności technicznych. Utwór cechuje temperament i żywiołowość, wielodźwiękowa gra, pojedyncze i podwójne flażolety oraz fragmenty grane na wybranej strunie aż do najwyższych pozycji. Łączy urok melodii z błyskotliwością chwytów wiolinistycznych.